# Ludwik Flatau
Ludwik Flatau (ur. 4 czerwca 1829 w Płocku, zm. 26 lipca 1890 tamże) – polski bankier i społecznik.

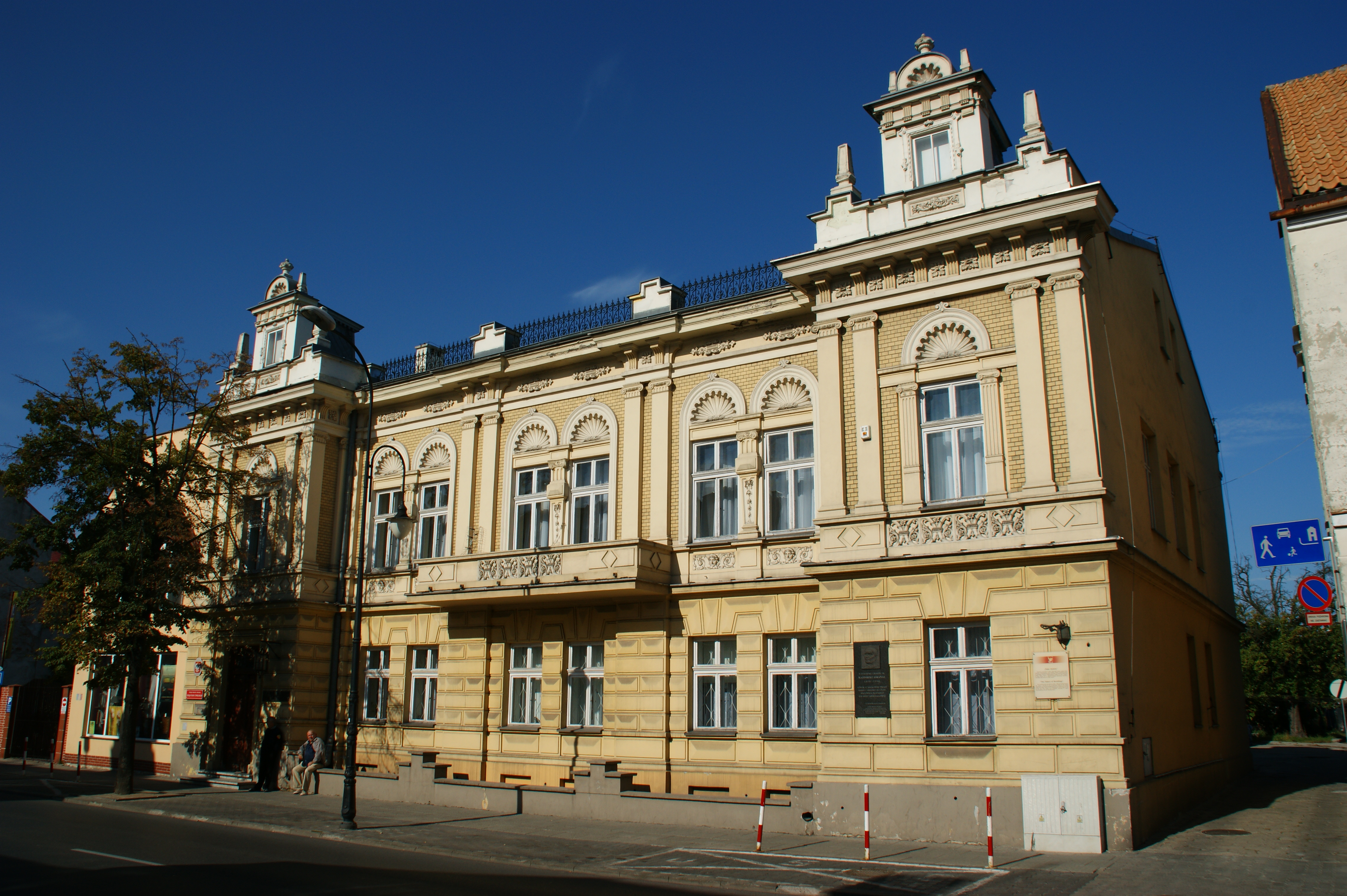
Pałacyk rodziny Flatau w Płocku

Mieszkał w Płocku, gdzie prowadził Dom Bankowy w drugiej połowie XIX wieku; był bankierem pierwszej gildii i kupcem zbożowym. Dom Handlowy Flataua był m.in. ajentem w Guberni płockiej od ubezpieczeń płodów rolnych, sprzedawał papiery publiczne i wystawiał przekazy. W 1888 roku występował o możliwość kontynuowania firmy zamykanej przez władze rosyjskie, ale dom bankierski „Ludwik Flatau” działał jeszcze po jego śmierci, początkowo prowadzony przez żonę, a następnie przez dzieci. Należał do Płockiego Stowarzyszenia Kupców i jednym z jego obowiązków była praca w Komisji do ustalenia cen na artykuły spożywcze czy opał oraz podawanie cen podstawowych zbóż. Współpracował z Maurycym Fajansem w handlu zbożem.
Dom Handlowy był prowadzony do lat 1930 a jego upadek w Płocku był symptomem nadchodzącego kryzysu.
Mieszkał z rodziną przy ulicy Kolegialnej pod numerem 11. Ludwik i jego żona Anna byli właścicielami miasta Bieżunia w latach 1875–1876. Należał do oświeceniowego ruchu, który zakładał szerzenie wiedzy i oświaty wśród Żydów, w tym także płockich.
W 1894 roku (czyli po śmierci Ludwika) Kurier Ilustrowany donosił, że Ludwik Flatau wybudował w Płocku pałacyk piętrowy w stylu neorenesansowym na ulicy Kolegialnej 11, który zasługuje [..] na uznanie ze względu na to, że wszystko w nim, nie wyłączając umeblowania, jest owocem pracy sił miejscowych, przeważnie warszawskich. Obecnie jest to pałac ślubów w Płocku.
Był społecznikiem, udzielał się w organizacjach żydowskich. Po jego śmierci Anna Flatau w 1891 roku ofiarowała w Płocku dwie nieruchomości przeznaczone na przytułek dla starców i kalek wyznania mojżeszowego zwany też Domem Starców i Kalek im. Małżonków Flatau.